# Tiszaörs
Tiszaörs is een plaats (község) en gemeente in het Hongaarse comitaat Jász-Nagykun-Szolnok. Tiszaörs telt 1525 inwoners (2002).